# Muskrat Ramble
«Muskrat Ramble» es una composición de jazz escrita por Kid Ory en 1926. Louis Armstrong and His Hot Five la grabaron por vez primera el 26 de febrero de 1926, convirtiéndose después en la pieza que grabarían con mayor frecuencia. Constituyoó una parte importante del resurgimiento del Dixieland en los años 30s y 40s, siendo grabada por Bob Crosby, Roy Eldridge, Lionel Hampton, Woody Herman, Muggsy Spanier, Chet Atkins y Lu Watters entre otros. Se le considera parte del repertorio de estándares de jazz. Debido a un error de impresión, la pieza fue titulada como "Muskat Ramble" en su publicación inicial.
En los países hispanoparlantes, este clásico del jazz es conocido bajo el título de 'Rata Paseandera'.